# Hugo Schrader (Schauspieler)
Hugo Friedrich Schrader (* 26. Juli 1902 in Frankfurt am Main; † 22. Februar 1993 in Berlin) war ein deutscher Schauspieler und Synchronsprecher.

## Leben
Schrader begann seine künstlerische Laufbahn 1925 als Theaterschauspieler in München (unter anderem Theater am Gärtnerplatz, Münchner Kammerspiele). 1933 ging er nach Berlin, wo er bis ins hohe Alter an den verschiedensten Bühnen tätig war.
1930 gab er in der Komödie Wie werde ich reich und glücklich neben Paul Hörbiger sein Spielfilmdebüt. In seiner über 50 Jahre umfassenden Karriere verkörperte er oft den Typus des ein wenig unbeholfenen und schüchternen „kleinen Mannes“. Er spielte neben Hans Söhnker in Helmut Käutners Frau nach Maß, als Hauptdarsteller in Hochzeit am Wolfgangssee, neben Theo Lingen in Ein Mädel wirbelt durch die Welt, neben Dolly Haas in Warum lügt Fräulein Käthe?, neben Willi Forst und Curd Jürgens in Königswalzer, in Alfred Vohrers Drama Bis dass das Geld Euch scheidet… sowie im Drama Stern ohne Himmel nach Leonie Ossowski.
Ab Ende der 1950er Jahre übernahm Schrader auch vermehrt Rollen in Fernsehproduktionen wie Falk Harnacks Drama Jeder stirbt für sich allein (nach Hans Fallada), Thomas Fantls Satire Das ausgefüllte Leben des Alexander Dubronski (mit Horst Bollmann) und dem an Vladimir Nabokov angelehnten Science-Fiction-Film Einladung zur Enthauptung. Eine seiner letzten größeren Fernsehrollen war die des „Paulchen Rettig“ in der ARD-Vorabendserie Drei Damen vom Grill.
Von 1937 bis 1990 war er zudem umfangreich als Synchronsprecher tätig und lieh seine hohe, nasale Stimme zahlreichen international bekannten Schauspielern wie Hume Cronyn (Zwei dreckige Halunken), Louis de Funès (Das Gesetz der Straße, Zwei Mann, ein Schwein und die Nacht von Paris), Dustin Hoffman (als 102-Jähriger in Little Big Man), Peter Lorre (u. a. Der grauenvolle Mr. X, Ruhe sanft GmbH), Burgess Meredith (Die Rose von Tokio) und John Mills (Das Ende einer Affäre). Darüber hinaus sprach er auch den Troubadix in der deutschen Erstsynchronisation von Asterix der Gallier und den Yoda in Das Imperium schlägt zurück und Die Rückkehr der Jedi-Ritter sowie den Old Wabble in den drei Winnetou-Filmen mit Stewart Granger.

## Filmografie (Auswahl)
- 1930: Wie werde ich reich und glücklich?
- 1933: Hochzeit am Wolfgangssee
- 1934: Ein Mädel wirbelt durch die Welt
- 1935: Warum lügt Fräulein Käthe?
- 1935: Königswalzer
- 1940: Frau nach Maß
- 1958: Viel Lärm um nichts
- 1960: Bis dass das Geld Euch scheidet…
- 1962: Jeder stirbt für sich allein
- 1965: Old Surehand
- 1967: Das ausgefüllte Leben des Alexander Dubronski
- 1973: Einladung zur Enthauptung
- 1977: Drei Damen vom Grill
- 1981: Stern ohne Himmel

## Synchronrollen (Auswahl)
Milan Srdoč
- 1964: Unter Geiern als Old Wabble
- 1965: Der Ölprinz als Old Wabble
- 1965: Old Surehand 1. Teil als Old Wabble

Frank Oz
- 1980: Das Imperium schlägt zurück als Yoda
- 1983: Die Rückkehr der Jedi-Ritter als Yoda

### Filme
- 1941: Edward Brophy in Dumbo
- 1956: Louis de Funès in Das Gesetz der Straße als Paulo
- 1957: John Fiedler in Die 12 Geschworenen als Geschworener 2
- 1957: Peter Lorre in Der Mann, der niemals lachte als Kurt Bergner
- 1966: Marcel Dalio in Das älteste Gewerbe der Welt als Vladimir Leskow
- 1968: Robert Helpmann in Tschitti Tschitti Bäng Bäng als Kinderfänger

### Serien
- 1964: Harry Bartell in Die Unbestechlichen als Schlessinger
- 1966: James Bell in Dezernat M als Jonas Blecker
- 1968: Charles Lloyd Pack in Der Mann mit dem Koffer als Ermittlungsrichter
- 1968: Philip Ahn in Tennisschläger und Kanonen als Charlie Huan
- 1974: Wolfe Barzell in Bonanza als Samuel Bornstein

## Theater
- 1947: Erich Kästner: Pünktchen und Anton – Regie (Gastspiel Bühne der Jugend in der Neuen Scala Berlin)[1]

## Hörspiele
- 2004: Das Imperium Schlägt Zurück, Episode 5, Das Hörspiel zum Kinofilm, Universal, ISBN 9783899457773
- 2004: Die Rückkehr der Jedi Ritter, Episode 6, Das Hörspiel zum Kinofilm, Universal, ISBN 9783899457797
- 2006: Star Wars – 6-CD Hörspielbox: Episoden I-VI, Box-Set, Label: Folgenreich (Universal)